# Mirosław Czesny
Mirosław Kazimierz Czesny (ur. 15 kwietnia 1943 w Łodzi) – polski działacz partyjny i sportowy, menedżer, w latach 1988–1990 I sekretarz Komitetu Wojewódzkiego PZPR w Sieradzu, w latach 2004–2005 wiceprezydent Szczecina, były prezes Widzewa Łódź i Pogoni Szczecin.

## Życiorys
Syn Leona i Walerii. Jego matka była brakarką, a ojciec przędzarzem w zakładach włókienniczych. Kształcił się m.in. na kursie w Wyższej Szkole Partyjnej w Moskwie (1975), ukończył zaocznie studia na Wydziale Ekonomiczno-Socjologicznym Uniwersytetu Łódzkiego. Pracował w warsztacie samochodowym. Od 1964 działał w Związku Młodzieży Socjalistycznej, w którym od 1968 do 1971 kierował Zarządem Dzielnicowym na Bałutach. Później aktywny w Związku Socjalistycznej Młodzieży Polskiej (szef zarządu wojewódzkiego od 1976 do 1980), kierował też Radą Łódzką FSZMP.
W 1965 wstąpił do Polskiej Zjednoczonej Partii Robotniczej; był instruktorem w Komitecie Dzielnicowym na Bałutach, a od 1974 do 1976 I sekretarzem Komitetu Zakładowego PZPR przy FTiAT „Elta”. Od 1976 zasiadał też w Radzie Narodowej Miasta Łodzi. Od 1975 do 1980 pozostawał członkiem egzekutywy Komitetu Łódzkiego PZPR, następnie od 1980 do 1985 I sekretarzem Komitetu Dzielnicowego w Widzewie, a od 1985 do 1986 sekretarzem Komitetu Łódzkiego. Od 1988 do 1989/90 pełnił funkcję I sekretarza Komitetu Wojewódzkiego PZPR w Sieradzu.
W III RP związał się z biznesem, w latach 90. był prezesem Banku Spółdzielczego w Sieradzu i innych przedsiębiorstw, a także członkiem rad nadzorczych (m.in. Banku Przemysłowego). W 2002 został prezesem Widzewa Łódź, odwołano go po dziesięciu miesiącach. Następnie kierował zespołami Piotrcovii (2002–2003), ponownie Widzewa (2003) i od 2003 Pogoni Szczecin. Podjął współpracę z będącym współwłaścicielem tych klubów Antonim Ptakiem. W lutym 2004 zrezygnował z prezesury Pogoni i został wiceprezydentem Szczecina, odpowiedzialnym za gospodarkę. Odwołano go we wrześniu 2005. Z okresem zarządzania Widzewem wiązało się oskarżenie przez prokuraturę Czesnego o płatną protekcję. W 2015 postępowanie w jego sprawie umorzono ze względu na przedawnienie.